# Alton, Texas
Alton là một thành phố thuộc quận Hidalgo, tiểu bang Texas, Hoa Kỳ. Năm 2010, dân số của xã này là 12341 người.

## Dân số
- Dân số năm 2000: 4384 người.
- Dân số năm 2010: 12341 người.